# 富山栄市郎
富山 栄市郎（とみやま えいいちろう、1903年1月1日 - 1978年9月1日）は、日本の実業家。玩具メーカー・タカラトミーの前身企業であるトミーの創業者。埼玉県吉川市平沼出身。

## 来歴・人物
1924年2月2日、東京府北豊島郡西巣鴨町（現在の東京都豊島区）で富山玩具製作所を創業する。
1927年5月に東京市向島区（現在の東京都墨田区）へ移転した際に合資会社として法人化し、社名を富山工場に変更する。
1945年8月、現在のタカラトミー本社所在地である葛飾区立石へ本社移転。
1953年、富山工場を株式会社へ改組し三陽工業へ社名変更。1959年に営業部門の子会社・富山商事を設立。欧米への玩具輸出で業績を伸ばし、日本国内よりも海外において"Tomiyama"（トミヤーマ）のブランドで知名度が向上する。
1960年、東京オリンピックを4年後に控えた好景気に伴う東京の地価高騰や、工場等制限法の規制により玩具工場が設備の拡大に苦慮する中で、東京玩具組合長として郊外に工場を集団移転して工業団地を形成する計画を進める。その結果、栃木県下都賀郡壬生町が移転先に選ばれ、1965年におもちゃのまちとして11社が操業を開始し、現在に至っている。
1963年には三陽工業の社名を、海外で知名度が高い"Tomiyama"のブランド名を縮めてトミー工業（Tomy Industry）へ変更。
1973年4月、春の叙勲で勲四等旭日小綬章を受章する。1974年、トミー工業の創業50周年を機に社長職を息子のトミー工業専務・富山允就に譲り会長に就任。
1978年9月1日死去。享年75歳。1980年9月、トミー工業より評伝『おもちゃ一代 富山栄市郎伝』が出版された。